# Controversia dei riti cinesi
La Controversia dei riti cinesi è una celebre diatriba teologica sorta sotto il pontificato di papa Gregorio XV agli inizi del Seicento, che si è protratta per circa un secolo e mezzo.
Affine e contemporanea alla Questione dei riti malabarici, che interessò l'India, sorse in occasione dei viaggi che gruppi di missionari occidentali compirono in Estremo oriente con l'obiettivo di evangelizzare i popoli dell'area. Fu il visitatore gesuita padre Alessandro Valignano a teorizzare per primo il modello di inculturazione per raggiungere lo scopo, il primo ad adottarlo nelle Indie ed in Giappone ed a diffonderlo tra i missionari in Asia, molti dei quali suoi allievi, col suo "Manuale per i missionari del Giappone". Il problema di fondo è dato dalla difficoltà ad adattare i principi cristiani alla civiltà delle varie nazioni. È significativa questa raccomandazione di Propaganda Fide nel 1659: 
(Istruzione per i vicari apostolici della Cocincina, del Tonchino e della Cina (1659), in Sacrae Congregationis de Propaganda Fide memoria rerum, vol. III/2, Rom-Freiburg-Wien, Herder 1976, pp. 696-704; cfr. Jean Guennou, L'Instruction de 1659 aux vicaires apostoliques français, in Les missions catholiques, nuova serie, IX, 1959.)
Morto il potentissimo visitatore Alessandro Valignano nel 1606, la Questione ebbe inizio poco dopo la morte del di questi allievo Matteo Ricci (1610), quando già il suo successore, Niccolò Longobardo, non concordava con lui sul problema del nome di Dio, ritenendo i termini "Tiān" e "Shàngdi" passibili di equivoci da parte dei credenti cinesi. La questione scoppiò con grande evidenza anche fuori dalla Compagnia, quando arrivarono in Cina i primi missionari domenicani e francescani nel 1630.
Nel corso del tempo si erano venuti a creare due modi diversi di agire tra i missionari, dettati da due modi diversi di intendere il rapporto tra la religione cristiana cattolica e la cultura locale.

Da una parte c'era chi, come i missionari gesuiti, intendeva conciliare le due culture, permettendo ai neo-convertiti di continuare ad esercitare il culto dei morti secondo le modalità tipiche della religione e cultura cinese, in quanto considerati delle pratiche civili per nulla in contrasto con la dottrina cattolica, e assistere seppur passivamente ai riti stagionali in onore del Cielo, che erano integrati nel sistema religioso confuciano.

Dall'altra c'era chi, come i missionari francescani e domenicani, intendeva, invece, vietare ai cinesi convertiti queste pratiche, considerate espressione di un'altra religiosità, diversa e preesistente, e quindi in contrasto con il culto del Dio dei Cristiani.
La posizione dei Gesuiti era dettata non solo dall'idea che i missionari dovessero mantenere un atteggiamento tollerante e moderato nei confronti di culture plurimillenarie per favorire la diffusione del Cristianesimo nell'area, ma anche dalla convinzione che la proibizione di queste pratiche potesse compromettere l'adesione di molti letterati cinesi al Cristianesimo, e per questo enfatizzarono l'aspetto "civile" di questi riti, e in quanto tali non in contrasto con la dottrina cattolica, spesso ignorando o minimizzando gli aspetti religiosi.
La posizione di francescani e domenicani, invece, si basava sulla convinzione che il Cristianesimo andasse definito coerentemente in Cina così come in Europa, e che i cinesi che sceglievano di convertirsi dovessero abbandonare gli antichi riti, considerati espressione di una religiosità alternativa a quella cristiana.
Non secondaria è la considerazione dell'importanza che ebbe, nella formazione di queste diverse opinioni tra missionari, il contesto in cui i vari ordini religiosi scelsero o si trovarono ad operare: i Gesuiti prevalentemente a corte, avendo come interlocutori la classe colta e la alta burocrazia cinese (i cosiddetti "Letterati"), quando non mancese (non va dimenticato che l'Imperatore era di etnia, lingua e cultura Manciù dall'inizio della Dinastia Qing, nel 1644), pertanto la ristretta fascia di popolazione che seguiva la ritualità confuciana più per obbligo sociale e politico, che per intima convinzione; mentre i domenicani e francescani agivano esclusivamente nelle province della Cina, quindi a contatto con la gente normale, semplice nella cultura e nelle credenze religiose, e quindi molto più esposta ai rischi di una religiosità più concreta e materialistica.

## Le tappe della controversia
Dopo il Trattato di Niccolò Longobardo, che elaborava il problema del nome di Dio con un approccio decisamente differente da quello di Matteo Ricci (testo che peraltro venne pubblicato soltanto nel 1701, a cura del Seminario delle Missioni Straniere di Parigi, e quindi non da parte di una qualche struttura della Compagnia di Gesù), il primo passo rilevante "esterno" rispetto alla Compagnia, si ebbe quando il domenicano Morales sottopose, dapprima al Visitatore della Compagnia, quindi al Sant'Uffizio una serie di critiche verso le pratiche adottate fino a quel momento dai Gesuiti; in seguito a tali osservazioni la Santa Sede emise un primo pronunciamento di condanna sul problema dei "riti cinesi", nel 1645.
Come risposta della Compagnia a tale decreto fu inviato il gesuita Martino Martini a Roma per sostenere le posizioni dei Gesuiti (peraltro senza illustrare il problema della partecipazione dei cristiani ai riti in onore di Confucio, dando egli per scontato che tali riti erano di carattere civile, assumendo cioè per postulato ciò che avrebbe dovuto dimostrare), e Papa Alessandro VII emise un nuovo decreto più permissivo nel 1656 che costituì per molto tempo l'atto ufficiale cui si appellarono i Gesuiti per sostenere la legittimità della loro prassi. A questo atto seguì nel 1659, quindi sempre sotto il Pontificato di Alessandro VII, il pronunciamento di Propaganda Fide, sopra citato.
Nel 1668 si tenne una conferenza di missionari a Canton, con una grande maggioranza di Gesuiti, in cui si concordarono alcune linee guida, ma al termine di essa il domenicano Navarrete manifestò pubblicamente in Europa il suo dissenso e la polemica uscì così dai ristretti ambiti della Chiesa per allargarsi, a livello politico e culturale, a tutta la società europea.
Dopo che i missionari di Cina ebbero chiesto dei chiarimenti sui due decreti apparentemente contraddittori, nel 1669 papa Clemente IX emise un nuovo decreto, che di fatto era equidistante tra le due posizioni, e che demandava ai missionari l'assunzione delle decisioni sul comportamenti da tenere caso per caso.
Una svolta decisiva alla vicenda dei Riti venne impressa dal Vicario del Fujian Charles Maigrot (della Società per le Missioni Estere di Parigi-M.E.P.), che nel 1693 emise un decreto, formalmente valido solo per la sua giurisdizione ma che di fatto influenzò tutti i missionari di Cina, che proibiva l'uso dei nomi Tiān (Cielo) e Shàngdi (Signore supremo) - in uso da secoli nel panorama religioso cinese - per indicare il Dio dei Cristiani, proibiva l'iscrizione che significava "Sede dell'Anima" nelle tavolette usate in ricordo dei defunti, e proibiva infine ai convertiti di partecipare ai riti equinoziali in onore di Confucio e del "Cielo".
La situazione si fece molto più tesa tra la fine del secolo e l'inizio di quello successivo. 
Nel novembre 1700 i Gesuiti fecero un'importante contromossa redigendo un documento sulla identità dei riti controversi, in cui si sosteneva che essi fossero soltanto "civili" e non religiosi, e sottoponendolo all'Imperatore Kangxi, che lo approvò dapprima soltanto verbalmente, poi, su espressa richiesta dei missionari gesuiti, la sua risposta venne messa per iscritto dai mandarini di corte.
Nel frattempo era giunta a conclusione una lunga istruttoria di una apposita commissione del Sant'Uffizio, che nel novembre 1704 produsse la costituzione apostolica Cum Deus Optimus, che sostanzialmente assumeva e ufficializzava i contenuti del decreto di Maigrot.
Nel 1705 il legato pontificio, cardinale Carlo Tommaso Maillard de Tournon, arrivò in Cina con l'obiettivo di pubblicare quel decreto e di far sì che tutti i missionari si conformassero alle decisioni della Santa Sede. Ma il risultato che ottenne fu una reazione molto negativa dell'imperatore Kangxi, che emanò - su espressa richiesta dei Gesuiti di corte - un decreto per regolamentare rigidamente la presenza e la attività dei missionari occidentali in Cina (il Decreto sul Piao, dicembre 1706). In conseguenza di ciò il Legato emanò a sua volta un decreto (Decreto di Nanchino, febbraio 1707) con cui ribadiva le proibizioni della Santa Sede e dava indicazioni ai missionari sul comportamento da tenere nei confronti dell'Imperatore. Questo provvedimento venne poi approvato dalla Santa Sede nel settembre 1710, prima che giungesse a Roma la notizia della morte di Tournon, avvenuta nel giugno di quell'anno a Macao.
Nel marzo 1715 Papa Clemente XI emanò quella che nelle intenzioni doveva essere l'ultima parola sulla questione: la bolla "Ex Illa Die", che ribadiva e confermava tutte le proibizioni del decreto del 1704, ed esigeva un giuramento dai missionari. 
Ma la vicenda fu tutt'altro che conclusa.
I Gesuiti di Pechino si rifiutarono di accettare la Bolla e obbedire alle sue direttive, e si autosospesero dall'amministrazione dei sacramenti, sostenendo che non era possibile fare missione in Cina seguendo quelle proibizioni; mentre altri missionari (propagandisti, francescani, domenicani, M.E.P.) continuarono tranquillamente a fare attività pastorale seguendo le direttive della Santa Sede.
In seguito al persistere delle divergenze tra i missionari Clemente XI inviò in Cina un nuovo legato, per pubblicare la Bolla con tutta l'autorità della Santa Sede, nella persona di Carlo Ambrogio Mezzabarba, che giunse a Pechino alla fine del 1720. 
Questa seconda legazione fu condotta con maggiore diplomazia e giunse quasi ad una positiva conclusione con la famosa udienza del 14 gennaio 1721, in cui sembrò che l'Imperatore accogliesse tutte le richieste del Papa. Ma anche allora la situazione precipitò e il Legato ritornò in Europa senza riportare un significativo successo, neanche concedendo le cosiddette "Otto Permissioni", che tentavano, peraltro invano, di venire incontro alle pretese dei Gesuiti.
La Questione dei riti cinesi proseguì ancora per diversi anni fino a che venne posta la parola fine nel 1742 con la bolla Ex quo singulari di papa Benedetto XIV, con cui si bandivano definitivamente questi riti, si obbligavano i missionari a un giuramento di fedeltà, e si proibiva anche ogni ulteriore discussione sull'argomento.
Nel 1935 Propaganda Fide riaprì la questione e chiese ai Vicari Apostolici in Cina di fornire informazioni sull'identità di quei Riti. I Vicari ottennero dal governo fantoccio del Manchukuo e poi dal Governo cinese, la "garanzia" dell'essenza "civile" dei riti controversi e sulla base di questa garanzia venne emanata nel dicembre 1939 un'Istruzione di Propaganda Fide, il Plane Compertum, firmata dal Prefetto Fumasoni-Biondi e approvata da Papa Pio XII, che autorizzava i cattolici cinesi a partecipare quei riti e aboliva il giuramento per i missionari, che era rimasto in vigore dal 1742.